# Polly Bergen

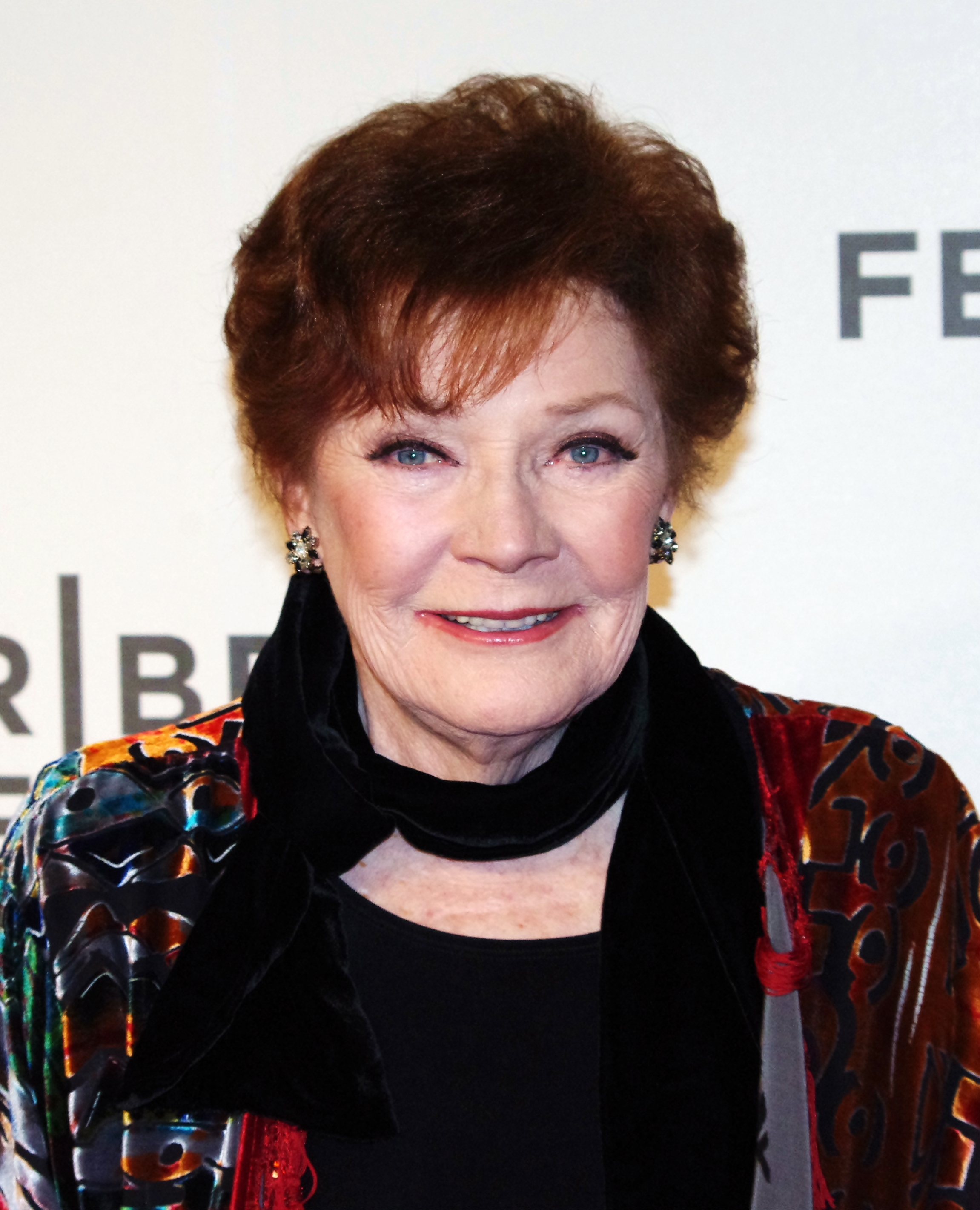
Polly Bergen (2012)

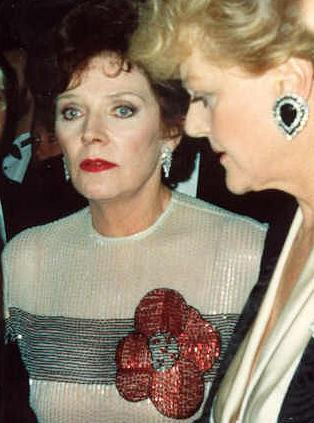
Polly Bergen und Angela Lansbury bei den Emmy Awards 1989

Polly Bergen (* 14. Juli 1930 in Knoxville, Tennessee, als Nellie Paulina Burgin; † 20. September 2014 in Southbury, Connecticut) war eine US-amerikanische Schauspielerin und Sängerin.

## Frühes Leben
Bergen wurde in Knoxville als Tochter von Lucy (geb. Lawhorne; 1909–1985) und William Hugh Burgin (1909–1982), einem Bauingenieur, geboren. Bill Bergen, wie er später genannt wurde, hatte Gesangstalent und trat mit seiner Tochter in mehreren Episoden ihrer 18 Episoden umfassenden Comedy/Varieté-Show The Polly Bergen Show auf, die während der Fernsehsaison 1957–1958 mit großem Erfolg gesendet wurde. Sie brachten eine Duett-LP auf Columbia heraus: Polly and Her Pop.

## Leben und Leistungen
Polly Bergen debütierte am Ende der 1940er-Jahre als Schauspielerin. Für ihren Auftritt in der Fernsehserie Playhouse 90 gewann sie im Jahr 1956 den Emmy. Insbesondere in den 1960er-Jahren war sie häufiger in Kinofilmen zu sehen, beispielsweise 1962 als Ehefrau von Gregory Pecks Anwalt in dem Thriller Ein Köder für die Bestie. Für ihre Hauptrolle in dem Filmdrama Frauen, die nicht lieben dürfen (1963) wurde sie für den Golden Globe Award und für den Laurel Award nominiert. In der Komödie Prinzgemahl im Weißen Haus (1964) spielte sie die Hauptrolle der US-Präsidentin Leslie McCloud.
Bergen spielte in der Komödie Making Mr. Right – Ein Mann à la Carte (1987) neben John Malkovich und Ann Magnuson. Für ihre Rollen in den Fernsehserien Der Feuersturm und Feuersturm und Asche wurde sie in den Jahren 1983 und 1989 für den Emmy nominiert. Im Jahr 2001 wurde Bergen für ihre Rolle in dem Musical Follies für den Tony Award nominiert. In einer Folge der mehrfach ausgezeichneten Fernsehserie Die Sopranos spielte Bergen im Jahr 2004 eine Gastrolle als ehemalige Geliebte des Vaters von Mafiaboss Tony Soprano (gespielt von James Gandolfini) und John F. Kennedy.
Seit dem Jahr 2005 trat sie in einigen Folgen der Fernsehserie Commander in Chief auf. Dort spielte sie die Rolle von Kate Allen, der Mutter der US-Präsidentin Mackenzie Allen, die Geena Davis spielt.

### Familie
Polly Bergen war dreimal verheiratet: in den Jahren 1954 bis 1955 mit Jerome Courtland, von 1956 bis 1975 mit dem Filmproduzenten Freddie Fields und von 1982 bis 1990 mit Jeffrey Endervelt. Sie hatte mit Fields ein Kind, zwei Kinder adoptierte sie, darunter Pamela Kerry Fields und Peter Fields. Bergen konvertierte nach der Eheschließung mit Fields zum Judentum.
Sie starb am 20. September 2014 im Alter von 84 Jahren.

## Werk

### Filmografie (Auswahl)
- 1949: Across the Rio Grande
- 1950: Krach mit der Kompanie (At War with the Army)
- 1951: Am Marterpfahl der Sioux (Warpath)
- 1951: Der Prügelknabe (The Stooge)
- 1953: Verrat im Fort Bravo (Escape from Fort Bravo)
- 1953: Arena
- 1961: Alfred Hitchcock präsentiert (Alfred Hitchcock Presents, Fernsehserie, Folge: Mrs. Christal, das ist keine Lösung)
- 1962: Ein Köder für die Bestie (Cape Fear)
- 1963: Eine zuviel im Bett (Move Over, Darling)
- 1963: Frauen, die nicht lieben dürfen (The Caretakers)
- 1964: Prinzgemahl im Weißen Haus (Kisses for My President)
- 1967: Leitfaden für Seitensprünge (A Guide for the Married Man)
- 1973: Thriller (Fernsehserie, 1 Folge)
- 1974: Death Cruise
- 1975: Murder on Flight 502
- 1981: Das Millionengesicht (The Million Dollar Face)
- 1982: Born Beautiful
- 1983: Der Feuersturm (Winds of War)
- 1987: Making Mr. Right – Ein Mann à la Carte (Making Mr. Right)
- 1988–1989: Feuersturm und Asche (War and Remembrance) (Fernsehserie, 12 Folgen)
- 1989: Im Bann des Todes (The Haunting of Sarah Hardy)
- 1990: Cry-Baby
- 1993: Perry Mason und die Formel ewiger Schönheit (Perry Mason: The Case of the Skin-Deep Scandal)
- 1995: Dr. Jekyll und Ms. Hyde (Dr. Jekyll and Ms. Hyde)
- 2004: Die Sopranos (The Sopranos, Fernsehserie, Folge 5x07)
- 2005: Paradise, Texas
- 2006: Candles on Bay Street
- 2007–2008, 2011: Desperate Housewives (Fernsehserie)
- 2012: Struck by lightning

### Diskografie
- 1955: Little Girl Blue
- 1955: Polly Bergen
- 1957: Bergen Sings Morgan
- 1957: The Party’s Over
- 1958: Polly and Her Pop
- 1959: First Impressions
- 1959: All Alone by the Telephone
- 1960: Four Seasons of Love
- 1961: 'Do Re Mi' / 'Annie Get Your Gun'
- 1963: Act One-Sing, Too
- 1987: My Heart Sings
- 1992: Bob Crosby’s Orchestra
- 1999: Bergen Sings Morgan